# Ratufa indica
La ardilla malabar o ardilla gigante india (Ratufa indica) es una especie de roedor esciuromorfo de la familia Sciuridae propia de las selvas del subcontinente indio. Los adultos de esta especie llegan a medir más de un metro y a pesar unos dos kilos.

## Subespecies
Se conocen cuatro subespecies de Ratufa indica.
- Ratufa indica indica
- Ratufa indica centralis
- Ratufa indica dealbata
- Ratufa indica maxima